# Loknja (fiume)
La Loknja (in russo Локня?) è un fiume della Russia europea nord-occidentale tributario di sinistra del fiume  Lovat' . Scorre nei rajon Loknjanskij e Bežanickij dell'oblast' di Pskov. Appartiene al bacino del Mar Baltico.

## Descrizione
Scorre dal lago Loknovo sulle alture di Bežanicy e scorre prima a nord-est, poi a sud-est e di nuovo a nord-est. Sfocia nel fiume Lovat' a 269 km dalla foce. Ha una lunghezza di 119 km; l'area del suo bacino è di 2 190 km².
L'omonimo insediamento di tipo urbano di Loknja non si trova sul fiume, ma al centro di una sua grande ansa: una svolta quasi ad angolo retto del canale del fiume, che svolta da nord-est a sud-est.